# Helina taiwanensis
Helina taiwanensis är en tvåvingeart som beskrevs av Shinonaga och Huang 2007. Helina taiwanensis ingår i släktet Helina och familjen husflugor.
Artens utbredningsområde är Taiwan. Inga underarter finns listade i Catalogue of Life.